# Budzistowo
Budzistowo (do 1948 niem. Altstadt) – wieś w północno-zachodniej Polsce położona w województwie zachodniopomorskim, w powiecie kołobrzeskim, w gminie Kołobrzeg, nad rzeką Parsętą, 4 km od jej ujścia do morza.
Tereny nad Parsętą oraz przyległe do północnej części wsi zostały objęte obszarem ochrony siedlisk „Dorzecze Parsęty”.
Do Budzistowa dochodzi droga powiatowa nr 0282Z z Kołobrzegu, która łączy wieś także z drogą wojewódzką nr 163.
W miejscowości znajduje się filia Biblioteki Publicznej Gminy Kołobrzeg.

## Historia

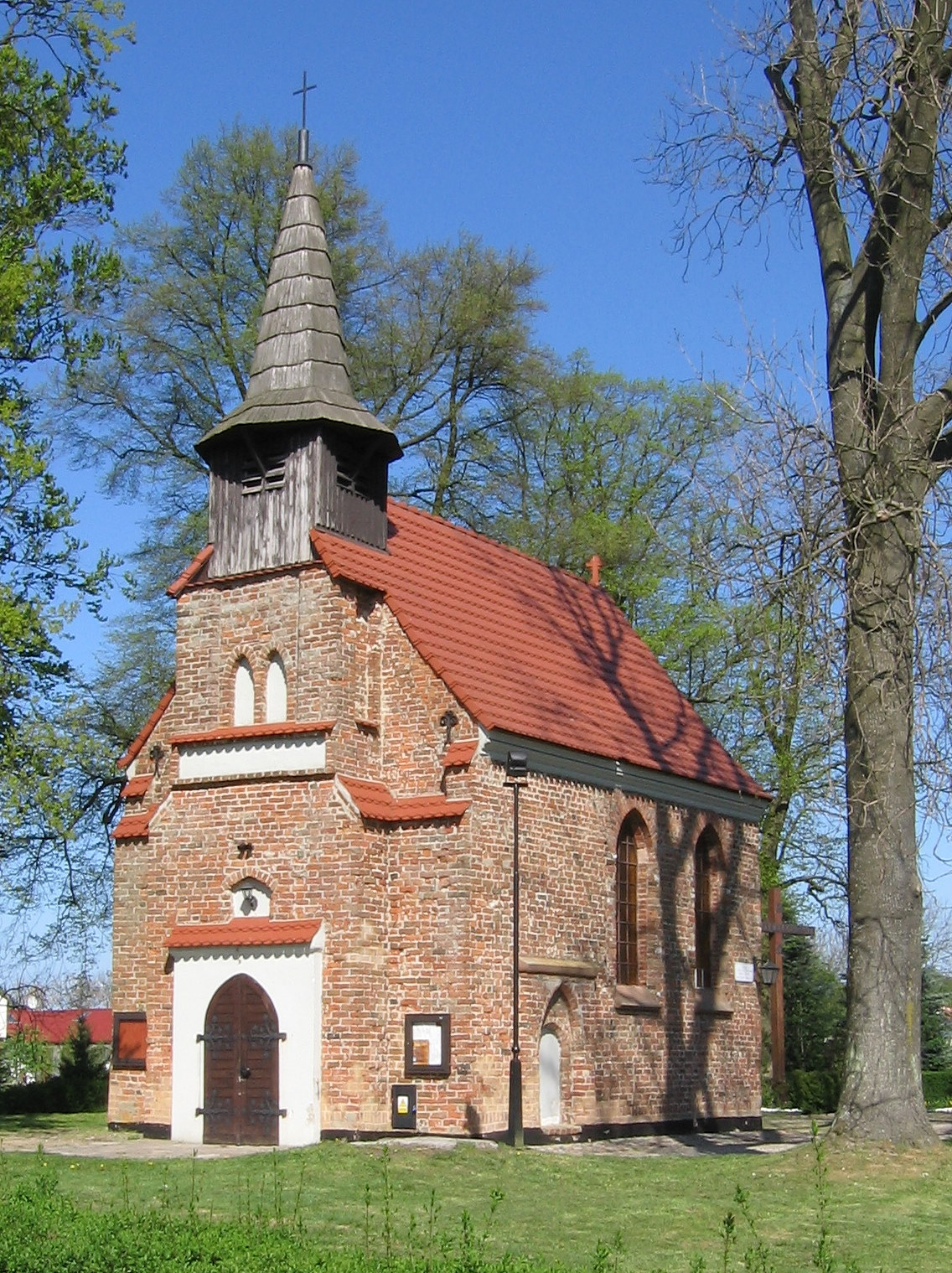
Kościół św. Jana Chrzciciela z 1222 roku

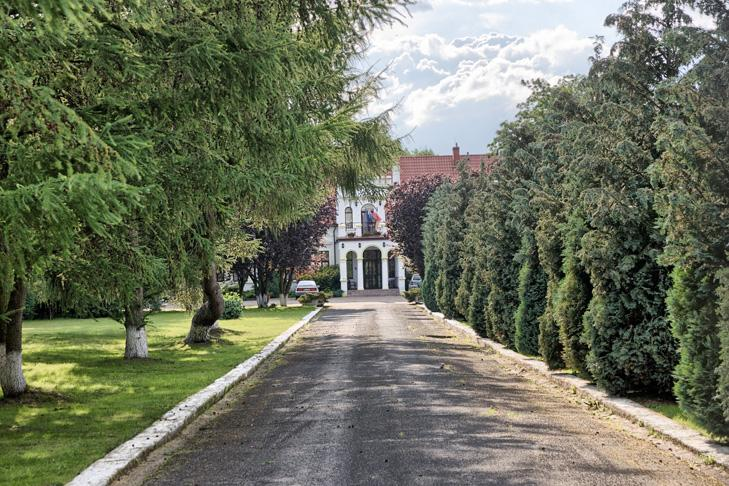
Budzistowo – dwór

Historia Budzistowa sięga VIII wieku. To tutaj był zlokalizowany przedlokacyjny Kołobrzeg, na co wskazuje stara niemiecka nazwa miejscowości Altstadt (dosł. Stare Miasto). W połowie IX wieku na terenie obecnej wsi powstał gród, który z czasem stał się centrum polityczno-gospodarczym regionu. Gród był ufortyfikowany. Wokół posiadał wysoki wał drewniano-ziemny, widoczny do dzisiaj. Z upływem lat gród przeradzał się w niewielki ośrodek miejski. Od południa i północy powstawały podgrodzia, oraz mały port nad rzeką.
W połowie X wieku gród wraz z całym Pomorzem znalazł się w granicach państwa Piastów. Pierwszy raz wzmiankowany jest w roku 1000 w Kronice Thietmara z Merseburga, który zapisał, że utworzonej właśnie (999–1000) metropolii gnieźnieńskiej poddano 3 biskupów: Reinberna, biskupa katedry solno-kołobrzeskiej, krakowskiego – Poppona i wrocławskiego – Jana (łac. Reinbernum Salsae Cholbergiensis aeclesiae episcopum, Popponem Cracuaensem, Iohannem Wrotizlaensem). To właśnie tutaj stała pierwsza katedra kołobrzeska. Ówczesny Kołobrzeg na miejscu dzisiejszego Budzistowa mógł liczyć od dwóch do czterech tysięcy mieszkańców. 
W początkach XII wieku gród został zdobyty przez Bolesława Krzywoustego, opisał to Gall Anonim, a potwierdziły XX wieczne badania archeologiczne.
W roku 1939 wieś zamieszkiwało około 260 osób.
W latach 1950–1998 miejscowość administracyjnie należała do województwa koszalińskiego.

## Zabytki

### Zabytki architektury oraz zabytkowa zieleń[9][10]
- gotycki kościół św. Jana Chrzciciela z 1222 r. Najstarszy na Pomorzu. Jednonawowa, ceglana kaplica z drewnianą sygnaturką. Wpisany do rejestru (nr rej. 207 z 22 września 1959) wraz z otoczeniem (dawny przykościelny cmentarz ze starodrzewiem liściastym - lipy, klony; brak nagrobków);
- teren historycznego założenia folwarcznego (pałac z parkiem i folwarcznym podwórzem):
  - eklektyczny pałac z lat 70. XIX w. w duchu historyzmu (neogotyk, neorenesans), ob. hotel;
  - park krajobrazowy z ceglanym ogrodzeniem (drzewostan: jesion wyniosły, świerk pospolity, kasztanowiec, orzech włoski);
  - stodoła folwarczna, XIX/XX w., bogaty detal ceglany;
  - magazyn folwarczny, XIX/XX w., bogaty detal ceglany;
- eklektyczny myśliwski dwór z końca XIX w. (bogaty detal cegl.) wraz z parkiem naturalistycznym;
- murowany budynek szkoły z lat 30. XX w., ob. budynek mieszk.;
- cmentarz poewangelicki o pow. 1,39 ha z poł. XIX w., starodrzew lipowy, brak nagrobków;
- kilka murowanych domów z XIX/XX w.

### Stanowiska archeologiczne[10][11]
- wczesnośredniowieczne grodzisko dwuczłonowe nad Parsętą (VIII–XIII w.) – wpisane do rejestru pod nr 276 z dn. 4 kwietnia 1960 r. (AZP 15-15/97-103), objęte strefą W.I ochrony archeologicznej; w tym:
  - gród (AZP 15-15/97);
  - obwarowane podgrodzie płd. (AZP 15-15/98)
  - nieobwarowane podgrodzie płn. (AZP 15-15/99);
  - osada przygrodowa (AZP 15-15/100);
  - port (domniemany) (AZP 15-15/101);
  - most (AZP 15-15/102);
  - gotycki kościół z 1222 r. (AZP 15-15/103);
- inne liczne osady, ślady osadnicze i cmentarzyska z okresu do wczesnego średniowiecza.

## Samorząd mieszkańców
Gmina Kołobrzeg utworzyła jednostkę pomocniczą – sołectwo „Budzistowo”, obejmujące jedynie wieś Budzistowo. Mieszkańcy wyłaniają na zebraniu wiejskim sołtysa oraz radę sołecką. Mieszkańcy Budzistowa wybierają 1 radnego do 15-osobowej Rady Gminy Kołobrzeg.